# DM i cykelcross 2003
Danmarksmesterskaberne i cykelcross 2003 var den 34. udgave af DM i cykelcross. Mesterskabet fandt sted 12. januar 2003 på en rundstrækning i Vognsbølparken i Esbjerg.
Hos kvinderne vandt Mette Andersen sit andet danmarksmesterskab i cykelcross i træk. I herrerækken vandt Tommy Moberg Nielsen sit første senior-DM.

## Resultater
| Event        | Guld                 | Sølv         | Bronze                           |
| ------------ | -------------------- | ------------ | -------------------------------- |
| Herrer       |                      |              |                                  |
| Herrer elite | Tommy Moberg Nielsen | Thomas Bonne | Joachim Parbo                    |
| Herrejunior  | Michael Qvindberg    |              |                                  |
| Damer        |                      |              |                                  |
| Damer elite  | Mette Andersen       | Nadine Bruhn | Karen Vinther Villadsen Jacobsen |